# Komitat Borsod-Abaúj-Zemplén
Das Komitat Borsod-Abaúj-Zemplén [ˈborʃod ˈɒbɒ.uːj ˈzɛmpleːn] (ungarisch Borsod-Abaúj-Zemplén vármegye) ist ein Verwaltungsbezirk im Norden Ungarns. Es hat eine Fläche von 7.247,19 km² und 617.800 Einwohner (Stand 2024). Der Komitatssitz ist Miskolc, andere wichtige Orte sind Sátoraljaújhely, Sárospatak, Ózd, Kazincbarcika, Tiszaújváros, Mezőkövesd,  sowie die Weinstadt Tokaj mit dem Tokajer Weingebiet.
Das Komitat grenzt im Norden an die Slowakei sowie an die Komitate Nógrád, Heves, Jász-Nagykun-Szolnok, Hajdú-Bihar und Szabolcs-Szatmár-Bereg.
Vor den 1990er Jahren galt das Komitat als eines der Industriezentren des Landes, wo mehrere große staatliche Unternehmen funktionierten. In den 1990er Jahren wurden zahlreiche ehemalige Unternehmen geschlossen oder umgestaltet, was zu großer Arbeitslosigkeit und Abwanderung führte. Im nördlichen und zentralen Teil des Komitats lebt ein großer Anteil benachteiligter Familien, darunter viele Zigeuner, besonders in den Dörfern.  Auch der Sitz des Kreises, Miskolc, hat in den letzten Jahrzehnten einen erheblichen Wandel erlebt, die Bevölkerung ist im Vergleich zu den 1980er Jahren um 30 % zurückgegangen. Seitdem haben sich mehrere multinationale Unternehmen niedergelassen, das größte davon ist die Bosch-Gruppe in Miskolc, in Kazincbarcika gibt es chemische Industrie, während die bedeutendsten Unternehmen in Tiszaújváros MOL Petrolkémia Zrt. und Jabil Circuit Magyarország Kft. sind.

## Geographie
Das Gebiet ist hügelig und im Westen vor allem vom Bükk-Gebirge geprägt. Nach Südosten zur Theiß hin wird die Landschaft flacher. Nebenflüsse der Theiß sind Sajó und Bodrog.
Nordöstlich des Komitats schließt sich in der Slowakei die Landschaft Zemplín an, die den slowakischen Teil des alten Komitat Zemplén ausmacht.

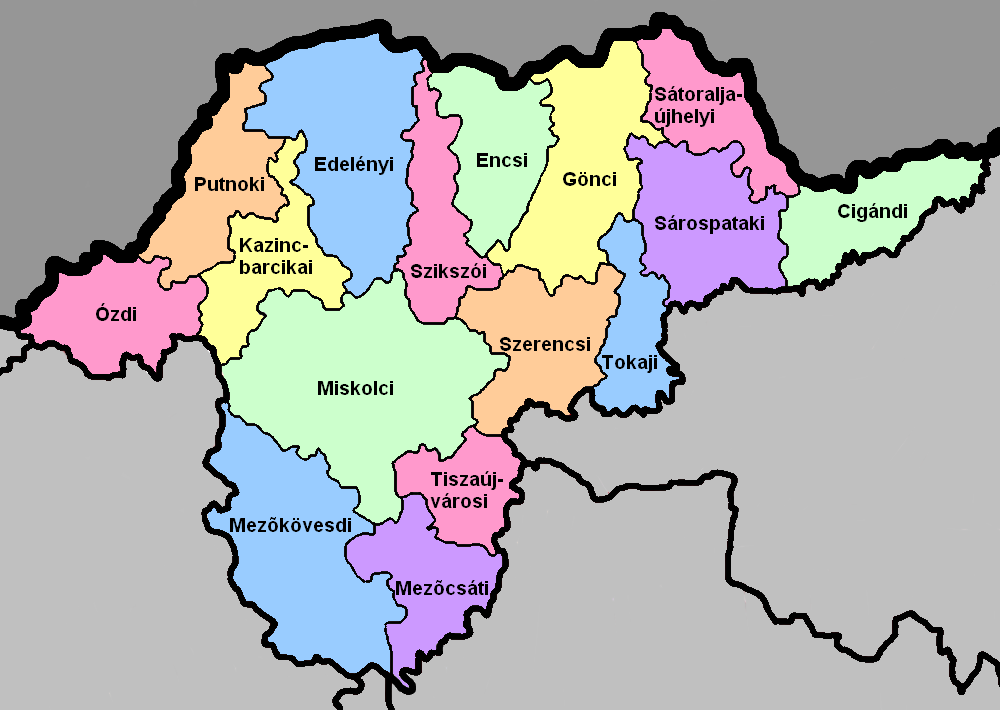
Kreise im Komitat Borsod-Abaúj-Zemplén

## Gliederung

### Ehemalige Einteilung
Durch die Regierungsverordnung Nr. 218/2012 vom 13. August 2012 wurden zum 1. Januar 2013 die statistischen Kleinregionen (ungarisch kistérség) abgeschafft und durch eine annähernd gleiche Anzahl von Kreisen (ungarisch járás) ersetzt. Die Kleingebiete blieben für Planung und Statistikzwecke noch eine Zeitlang erhalten, wurden dann aber am 25. Februar 2014 endgültig abgeschafft. Bis zur Auflösung gab es 15 Kleingebiete im Komitat. Zwei Verwaltungseinheiten (Sárospatak und Tokaj) blieben während der Reform in ihren Grenzen unverändert.
Bis Ende 2012 existierten folgende Kleingebiete (kistérség) im Komitat Borsod-Abaúj-Zemplén
| Code | Kleingebiet     | Verwaltungssitz | Einwohner (31. Dezember 2012) | Fläche in km² | Anzahl der Gemeinden | davon Städte |
| ---- | --------------- | --------------- | ----------------------------- | ------------- | -------------------- | ------------ |
| 3501 | Miskolc         | Miskolc         | 257.559                       | 1006,37       | 40                   | 7            |
| 3502 | Edelény         | Edelény         | 34.844                        | 783,23        | 47                   | 2            |
| 3503 | Encs            | Encs            | 23.492                        | 449,45        | 36                   | 1            |
| 3504 | Kazincbarcika   | Kazincbarcika   | 57.972                        | 460,00        | 32                   | 2            |
| 3505 | Mezokövesd      | Mezokövesd      | 41.749                        | 679,63        | 21                   | 2            |
| 3506 | Ózd             | Ózd             | 67.963                        | 549,74        | 29                   | 3            |
| 3507 | Sárospatak      | Sárospatak      | 25.057                        | 477,67        | 16                   | 1            |
| 3508 | Sátoraljaújhely | Sátoraljaújhely | 21.665                        | 310,99        | 19                   | 2            |
| 3509 | Szerencsi       | Szerencs        | 41.937                        | 498,92        | 18                   | 1            |
| 3510 | Szikszó         | Szikszó         | 18.335                        | 299,95        | 23                   | 1            |
| 3511 | Tiszaújváros    | Tiszaújváros    | 32.514                        | 256,27        | 16                   | 1            |
| 3512 | Abaúj-Hegyköz   | Gönc            | 14.446                        | 440,52        | 24                   | 2            |
| 3513 | Bodrogköz       | Cigánd          | 17.302                        | 400,38        | 17                   | 1            |
| 3514 | Mezőcsát        | Mezocsát        | 14.132                        | 378,49        | 9                    | 1            |
| 3515 | Tokaj           | Tokaj           | 13.383                        | 255,81        | 11                   | 1            |

### Aktuelle Einteilung
Das Komitat Borsod-Abaúj-Zemplén gliedert sich in 16 Kreise (ungarisch járás) mit 358 Ortschaften. Davon ist die Stadt Miskolc mit Komitatsrecht (ungarisch Megyei jogú város), 28 Städte ohne Komitatsrecht (ungarisch város), 9 Großgemeinden (ungarisch nagyközség) und 88 Gemeinden (ungarisch község).
| Ortschaftstyp             | Anzahl | Fläche (in km²) | Fläche (in km²) | Fläche (in km²) | Bevölkerung am 1. Januar 2016 | Bevölkerung am 1. Januar 2016 | Bevölkerung am 1. Januar 2016 | Bevölkerungs- dichte (Ew/km²) |
| Ortschaftstyp             | Anzahl | absolut         | anteilig        | im Durchschnitt | absolut                       | anteilig                      | im Durchschnitt               | Bevölkerungs- dichte (Ew/km²) |
| ------------------------- | ------ | --------------- | --------------- | --------------- | ----------------------------- | ----------------------------- | ----------------------------- | ----------------------------- |
| Stadt mit Komitatsrecht   | 1      | 236,67          | 3,27 %          |                 | 158.101                       | 23,93 %                       |                               | 668,0                         |
| Städte ohne Komitatsrecht | 28     | 1.325,66        | 18,29 %         | 47,35           | 229.586                       | 34,76 %                       | 8.200                         | 173,2                         |
| Großgemeinden             | 9      | 278,17          | 3,84 %          | 30,91           | 28.631                        | 4,33 %                        | 3.181                         | 102,9                         |
| Gemeinden                 | 320    | 5.406,73        | 74,60 %         | 16,90           | 244.231                       | 36,97 %                       | 763                           | 45,2                          |
| Borsod-Abaúj-Zemplén      | 358    | 7.247,23        |                 | 20,24           | 660.549                       |                               | 1.845                         | 91,1                          |

Die derzeitigen Kreise sind:
| Code | Kreis           | Kreissitz       | Einwohner (1. Januar 2013) | Fläche in km² | Anzahl der Gemeinden | davon Städte |
| ---- | --------------- | --------------- | -------------------------- | ------------- | -------------------- | ------------ |
| 054  | Cigánd          | Cigánd          | 16.294                     | 389,99        | 15                   | 1            |
| 055  | Edelény         | Edelény         | 34.012                     | 717,86        | 45                   | 2            |
| 056  | Encs            | Encs            | 21.783                     | 378,39        | 29                   | 1            |
| 057  | Gönc            | Gönc            | 19.459                     | 549,67        | 32                   | 2            |
| 058  | Kazincbarcika   | Kazincbarcika   | 65.823                     | 341,70        | 22                   | 3            |
| 059  | Mezőcsát        | Mezőcsát        | 14.635                     | 351,27        | 8                    | 1            |
| 060  | Mezőkövesd      | Mezőkövesd      | 42.442                     | 723,87        | 23                   | 2            |
| 061  | Miskolc         | Miskolc         | 245.384                    | 972,80        | 39                   | 7            |
| 062  | Ózd             | Ózd             | 54.527                     | 385,57        | 17                   | 2            |
| 063  | Putnok          | Putnok          | 19.252                     | 391,25        | 26                   | 1            |
| 064  | Sárospatak      | Sárospatak      | 25.057                     | 477,67        | 16                   | 1            |
| 065  | Sátoraljaújhely | Sátoraljaújhely | 22.673                     | 321,38        | 21                   | 2            |
| 066  | Szerencs        | Szerencs        | 38.259                     | 432,07        | 14                   | 1            |
| 067  | Szikszó         | Szikszó         | 17.566                     | 309,25        | 24                   | 1            |
| 068  | Tiszaújváros    | Tiszaújváros    | 31.801                     | 248,87        | 16                   | 1            |
| 069  | Tokaj           | Tokaj           | 13.383                     | 255,81        | 11                   | 1            |

### Städte (ungarischváros)
Von 29 Städten befinden sich 7 im Kreis Miskolc. Die Komitatshauptstadt Miskolc ist einem Komitat gleichgestellt.
| Stadt           | Einwohner (1. Januar 2016) |
| --------------- | -------------------------- |
| Miskolc         | 158.101                    |
| Ózd             | 33.141                     |
| Kazincbarcika   | 27.078                     |
| Mezőkövesd      | 16.310                     |
| Tiszaújváros    | 15.954                     |
| Sátoraljaújhely | 14.703                     |
| Sárospatak      | 12.067                     |
| Sajószentpéter  | 11.491                     |
| Edelény         | 9.516                      |
| Szerencs        | 8.942                      |

| Stadt       | Einwohner (1. Januar 2016) |
| ----------- | -------------------------- |
| Putnok      | 6.609                      |
| Felsőzsolca | 6.486                      |
| Encs        | 6.297                      |
| Mezocsát    | 5.826                      |
| Alsózsolca  | 5.606                      |
| Szikszó     | 5.307                      |
| Nyékládháza | 4.865                      |
| Onga1       | 4.764                      |
| Emőd        | 4.761                      |
| Tokaj       | 4.282                      |

| Stadt         | Einwohner (1. Januar 2016) |
| ------------- | -------------------------- |
| Szendrő       | 4.249                      |
| Mezőkeresztes | 3.746                      |
| Borsodnádasd  | 3.185                      |
| Cigánd        | 3.058                      |
| Abaújszántó   | 3.021                      |
| Sajóbábony    | 2.761                      |
| Rudabánya     | 2.458                      |
| Gönc          | 2.053                      |
| Pálháza       | 1.050                      |

1 Die Landgemeinde Onga wurde Mitte 2013 zur Stadt erhoben

### Größte Gemeinden
Von den 329 Gemeinden (ungarisch község) trugen 9 den Titel Großgemeinde (ungarisch nagyközség). 102 hatten 2.000 und mehr Einwohner, 30 Gemeinden hatten weniger als 100 Einwohner.
Über 2.000 Einwohner hatten folgende Gemeinden (Großgemeinden sind kursiv gesetzt)
| Landgemeinde  | Einwohner (1. Januar 2016) |
| ------------- | -------------------------- |
| Tiszalúc      | 4.933                      |
| Szirmabesenyő | 4.111                      |
| Mályi         | 3.929                      |
| Arló          | 3.736                      |
| Taktaharkány  | 3.587                      |
| Hernádnémeti  | 3.380                      |
| Sajókaza      | 3.094                      |
| Múcsony       | 2.998                      |
| Tarcal        | 2.794                      |
| Sajólád       | 2.783                      |

| Landgemeinde | Einwohner (1. Januar 2016) |
| ------------ | -------------------------- |
| Gesztely     | 2.723                      |
| Megyaszó     | 2.683                      |
| Bocs         | 2.661                      |
| Tiszakeszi   | 2.614                      |
| Prügy        | 2.515                      |
| Forró        | 2.500                      |
| Mezőzombor   | 2.459                      |
| Bekecs       | 2.443                      |
| Tiszakarád   | 2.411                      |
| Arnót        | 2.387                      |

| Landgemeinde | Einwohner (1. Januar 2016) |
| ------------ | -------------------------- |
| Szentistván  | 2.387                      |
| Boldva       | 2.340                      |
| Ónod         | 2.330                      |
| Sajószöged   | 2.200                      |
| Mád          | 2.152                      |
| Sajóvámos    | 2.105                      |
| Szendrőlád   | 2.097                      |
| Kistokaj     | 2.083                      |
| Harsány      | 2.002                      |

## Bevölkerungsentwicklung

### Bevölkerungsentwicklung des Komitats
Bemerkenswert ist eine nahezu stetige Abnahme der Bevölkerung ab 2001. Fettgesetzte Datumsangaben sind Volkszählungsergebnisse.
| Datum       | Einwohnerzahl | Datum      | Einwohnerzahl |
| ----------- | ------------- | ---------- | ------------- |
| 01.01.19601 | 725.303       | 01.01.2007 | 718.951       |
| 01.01.1970  | 776.750       | 01.01.2008 | 709.634       |
| 01.01.1980  | 809.468       | 01.01.2009 | 701.160       |
| 01.01.1990  | 761.963       | 01.01.2010 | 692.771       |
| 01.01.2001  | 753.497       | 01.01.2011 | 684.793       |
| 01.02.2001  | 744.404       | 01.10.2011 | 686.266       |
| 01.01.2002  | 749.104       | 01.01.2012 | 688.922       |
| 01.01.2003  | 744.484       | 01.01.2013 | 682.350       |
| 01.01.2004  | 738.143       | 01.01.2014 | 674.999       |
| 01.01.2005  | 731.854       | 01.01.2015 | 667.594       |
| 01.01.2006  | 725.779       | 01.01.2016 | 660.549       |

11960: Anwesende Bevölkerung; sonst Wohnbevölkerung

### Bevölkerungsentwicklung der Kreise
Für alle Kreise ist eine negative Bevölkerungsbilanz erkennbar.
| Kreisname            | Bevölkerungsstand am 1. Januar | Bevölkerungsstand am 1. Januar | Bevölkerungsstand am 1. Januar | Bevölkerungsstand am 1. Januar |
| Kreisname            | 2013                           | 2014                           | 2015                           | 2016                           |
| -------------------- | ------------------------------ | ------------------------------ | ------------------------------ | ------------------------------ |
| Cigánd               | 16.294                         | 16.115                         | 16.048                         | 15.956                         |
| Edelény              | 34.012                         | 33.814                         | 33.689                         | 33.250                         |
| Encs                 | 21.783                         | 21.659                         | 21.622                         | 21.523                         |
| Gönc                 | 16.924                         | 16.769                         | 16.572                         | 16.442                         |
| Kazincbarcika        | 65.823                         | 65.024                         | 64.190                         | 63.287                         |
| Mezőcsát             | 14.635                         | 14.481                         | 14.351                         | 14.212                         |
| Mezőkövesd           | 42.442                         | 42.116                         | 41.502                         | 41.087                         |
| Miskolc              | 245.384                        | 242.796                        | 240.279                        | 238.241                        |
| Ózd                  | 54.527                         | 53.914                         | 53.298                         | 52.678                         |
| Putnok               | 19.252                         | 19.053                         | 18.743                         | 18.458                         |
| Sárospatak           | 25.057                         | 24.594                         | 24.032                         | 23.736                         |
| Sátoraljaújhely      | 22.673                         | 22.267                         | 22.082                         | 21.699                         |
| Szerencs             | 40.794                         | 40.525                         | 40.048                         | 39.556                         |
| Szikszó              | 17.566                         | 17.299                         | 17.131                         | 16.996                         |
| Tiszaújváros         | 31.801                         | 31.426                         | 31.041                         | 30.699                         |
| Tokaj                | 13.383                         | 13.147                         | 12.966                         | 12.729                         |
| Borsod-Abaúj-Zemplén | 682.350                        | 674.999                        | 667.594                        | 660.549                        |

## Politik
Bei den Kommunalwahlen im Jahr 2019 und im Jahr 2024 waren die Ergebnisse im Komitat Borsod-Abaúj-Zemplén wie folgt:
| Kommunalwahl   | Fidesz-KDNP | Jobbik-MSZP-MM-MMM | DK      | MHM     | MM     | MSZP   |
| -------------- | ----------- | ------------------ | ------- | ------- | ------ | ------ |
| Stimmen (2019) | 58,79 %     | 28,83 %            | 12,39 % |         |        |        |
| Stimmen (2024) | 56,00 %     |                    | 10,89 % | 18,68 % | 8,34 % | 6,09 % |

Sitzverteilung 2019
- Fidesz-KDNP: 18 Sitze
- Jobbik: 8 Sitze
- DK: 3 Sitze

Sitzverteilung 2024
- Fidesz-KDNP: 17 Sitze
- MHM: 5 Sitze
- DK: 3 Sitze
- MM: 2 Sitze
- MSZP: 1 Sitz

## Geschichte und Kultur
Das Komitat Borsod-Abaúj-Zemplén wurde durch die Komitatsreform von 1950 aus den Komitaten oder Gespanschaften (ungarisch vármegye): Abaúj-Torna, Borsod-Gömör und Zemplén und einigen Grenzgemeinden der Komitate Heves und Szabolcs gebildet.

### Museen
Die staatliche Direktion der Museen des Komitats Borsod-Abaúj-Zemplén ist Träger von 12 Komitatsmuseen. Komitatssitz ist die Stadt Miskolc.
| - Alacska, Heimatmuseum (Helytörténeti Múzeum) - Bánhorváti, Dorfmuseum (Falumúzeum) - Bodrogkeresztúr, Ungarisches Motorradmuseum - Bodrogkisfalud, Heimatmuseum (Helytörténeti Múzeum) - Bogács, Schmetterlingemuseum (Lepkemúzeum) - Boldogkőváralja, Heimatmuseum (Helytörténeti Múzeum) - Bükkzsérc, Pelyhe Keller-Museum - Bükkzsérc, Heimatmuseum (Helytörténeti Múzeum) - Bükkszentkereszt, Heimatmuseum (Helytörténeti Múzeum) - Cigánd, Dorfmuseum (Falumúzeum) - Cserépfalu, Subaloch-Museum - Edelény, Heimatmuseum (Helytörténeti Múzeum) - Emőd, Heimatmuseum (Helytörténeti Múzeum) - Forró, Abaúj-Museum - Golop, Ungarisches Wappen-Museum - Gönc, Gáspár-Károlyi-Museum - Hangács, SRK György Szathmáry Király-Museum - Hollóháza, Porzellanmuseum - Jósvafő, Heimatmuseum (Helytörténeti Múzeum) | - Karcsa, Dorfmuseum (Falumúzeum) - Kazincbarcika, Städtische Galerie - Kesznyéten, Heimatmuseum (Helytörténeti Múzeum) - Kupa, Landwirtschafts- und Heimatmuseum - Legyesbénye, Heimatmuseum (Helytörténeti Múzeum) - Lillafüred, Ottó-Herman-Gedenkmuseum* - Mezőkövesd, Matyó-Museum - Mezőkövesd, Landmaschinenmuseum - Miskolc, Ottó Herman-Museum* - Miskolc, Städtische Galerie - Miskolc, Bergbaumuseum - Miskolc, Museum für Theatergeschichte und Schauspiel - Miskolc, Ungarisches Orthodoxes Museum - Miskolc, Sammlungen der Universität Miskolc - Miskolc, Museum der Metallurgie - Miskolc, Postmuseum - Miskolc, Burgmuseum Diósgyőr mit Panoptikum - Monok, Lajos-Kossuth-Gedenkmuseum - Mucsony, Rusyn-Museum | - Ózd, Stadtmuseum (Városi Múzeum) - Pácin, Burgmuseum (Bodrogköz) - Putnok, Gömör-Museum - MNM Rákóczi-Museum - Répáshuta, Heimatmuseum (Helytörténeti Múzeum) - Rudabánya, Bergbaumuseum - Sárospatak, Burgmuseum Rákóczi - Sárospatak, Sammlungen der Reformierten Hochschule - Sátoraljaújhely-Széphalom, Ferenc-Kazinczy-Museum - Sátoraljaújhely-Széphalom, Museum der Ungarischen Sprache - Szerencs, Burgmuseum - Szerencs, Zemplén Museum - Szerencs, Zuckermuseum - Szögliget, Heimatmuseum (Helytörténeti Múzeum) - Szomolya, Dorfmuseum (Falumúzeum) - Taktaszada, Heimatmuseum (Helytörténeti Múzeum) - Tokaj, Tokaj-Museum - Tolcsva, Weinmuseum - Varbó, Heimatmuseum (Helytörténeti Múzeum) |

* Komitatsmuseum

## Bildergalerie

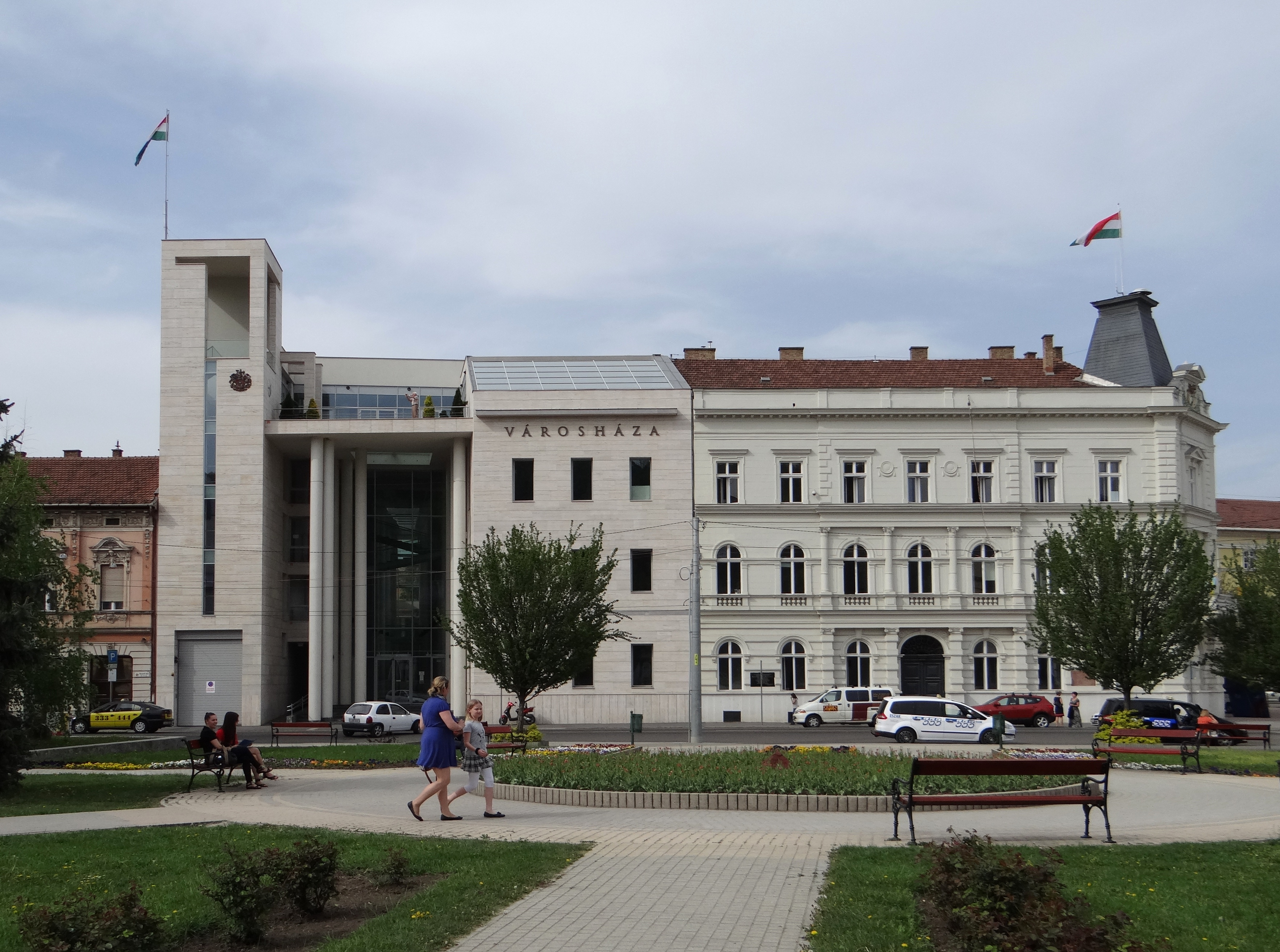
Miskolc
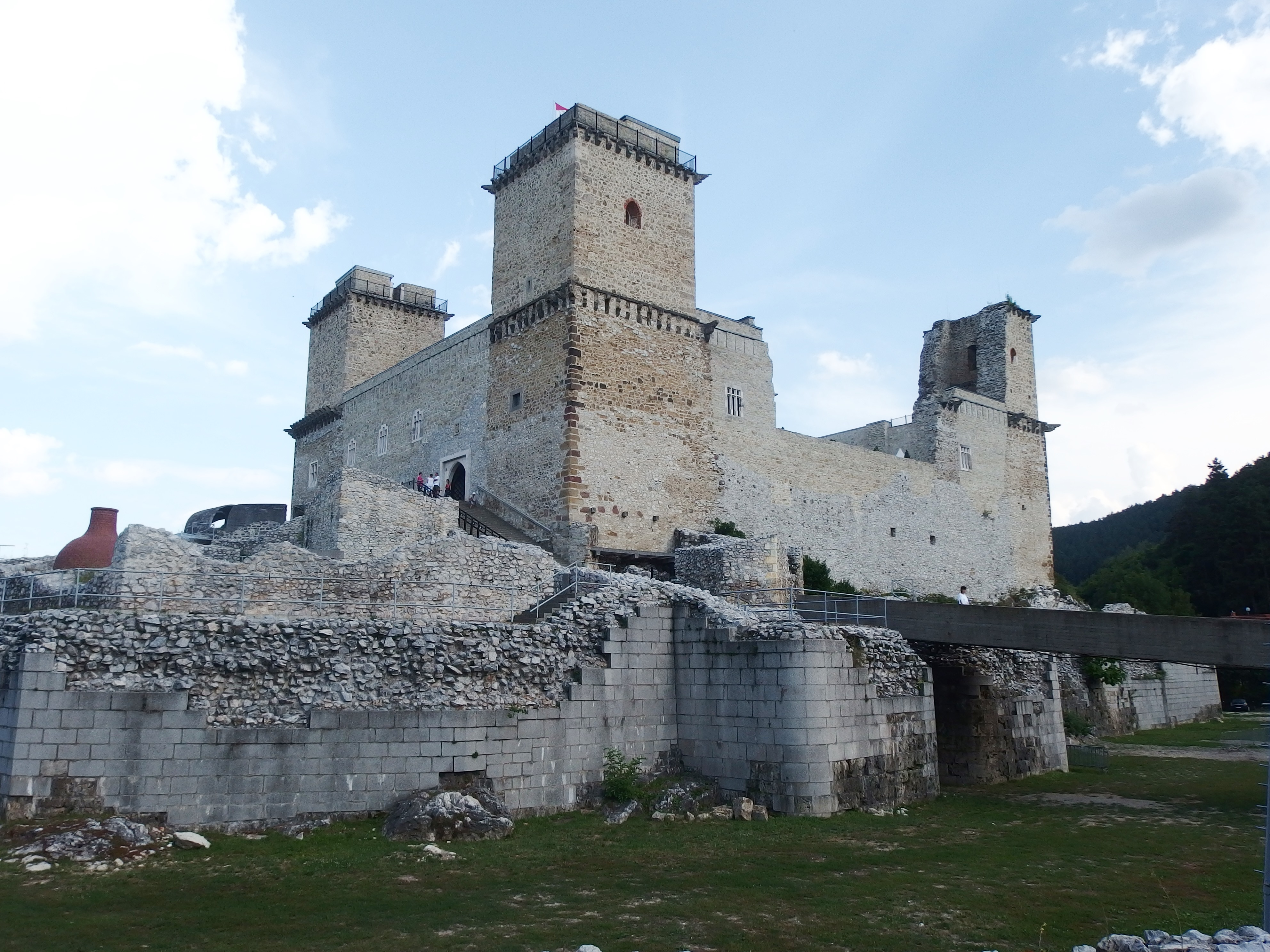
Burg Diósgyőr
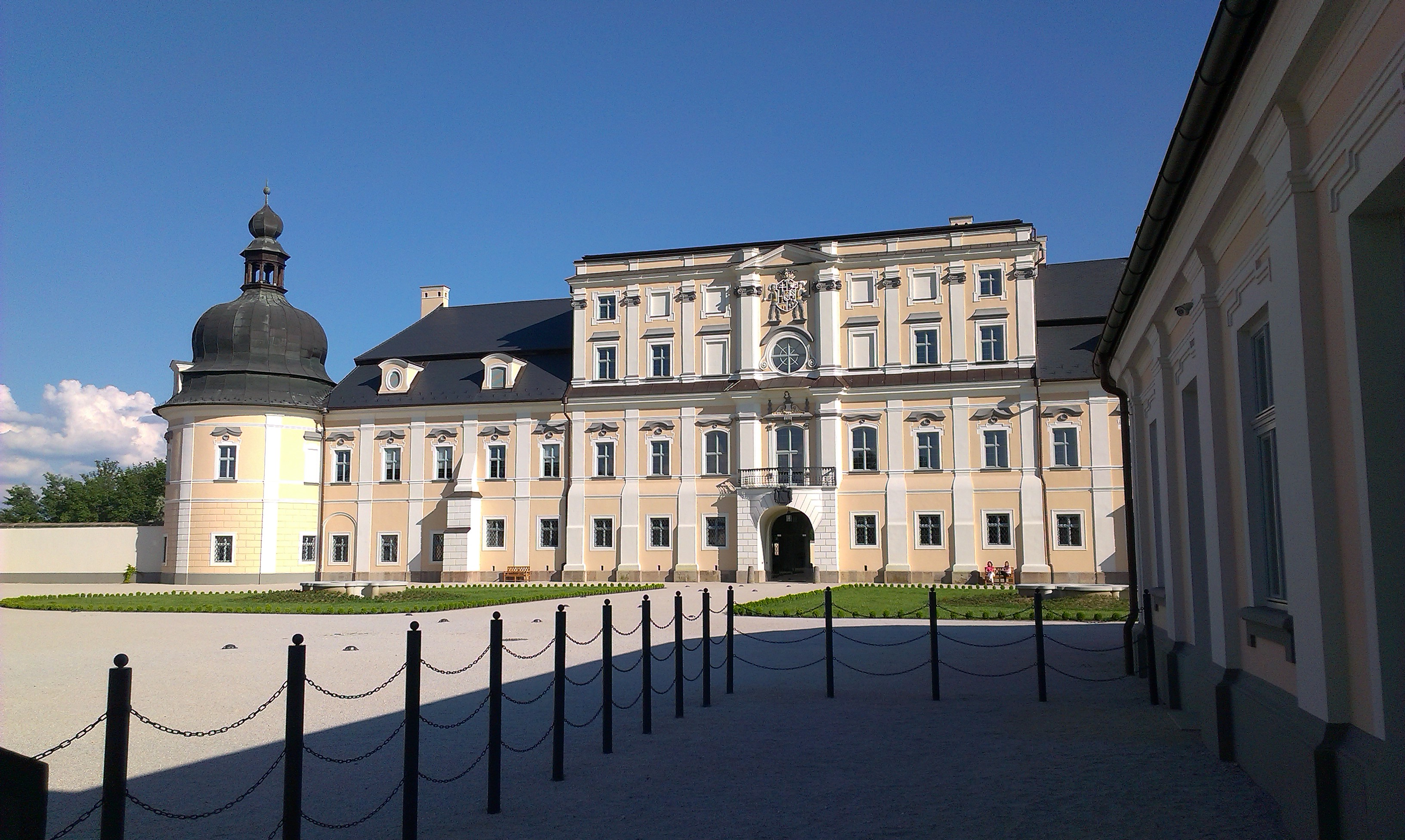
Schloss L'Huillier-Coburg in Edelény
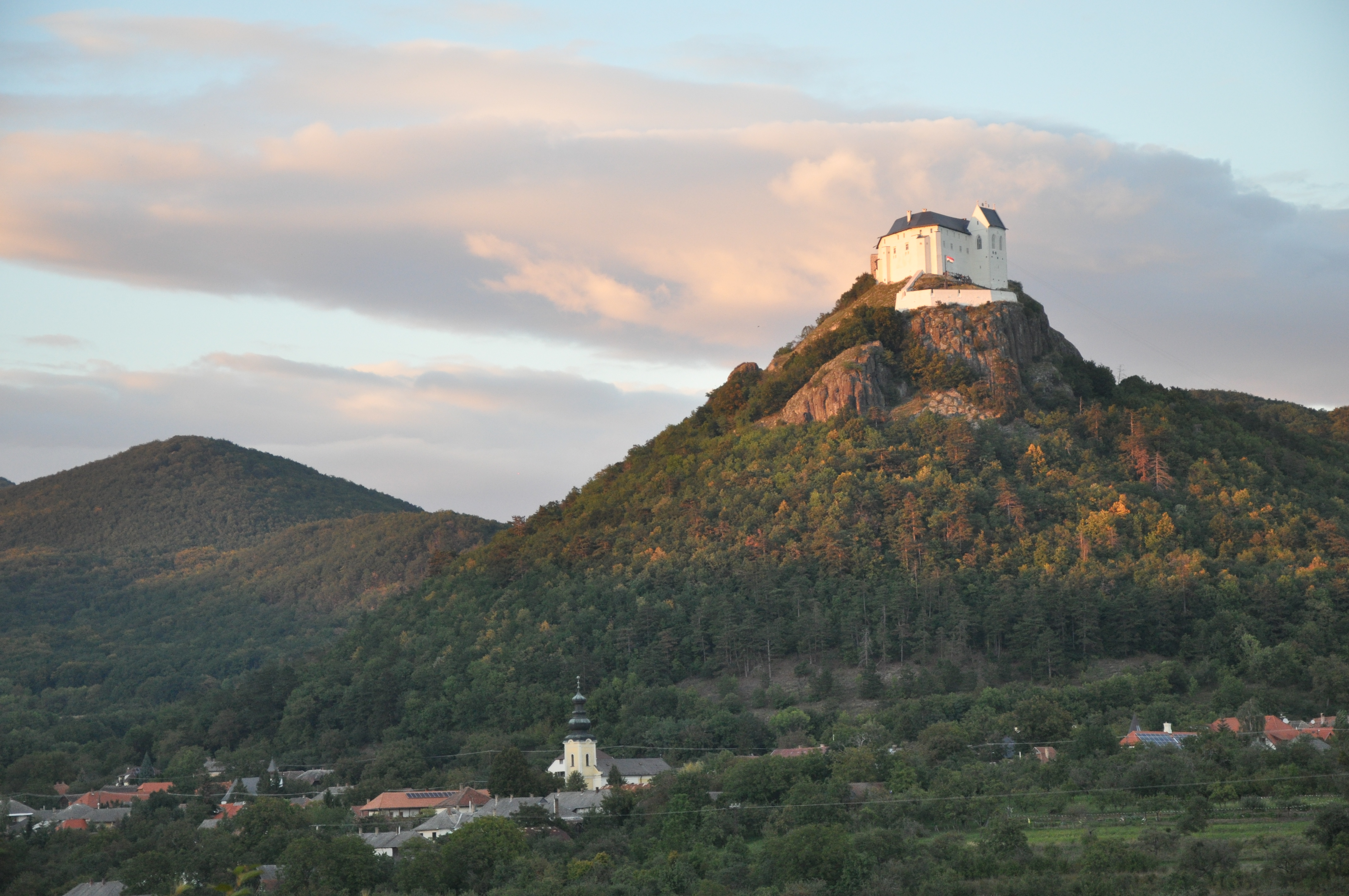
Burg Füzér
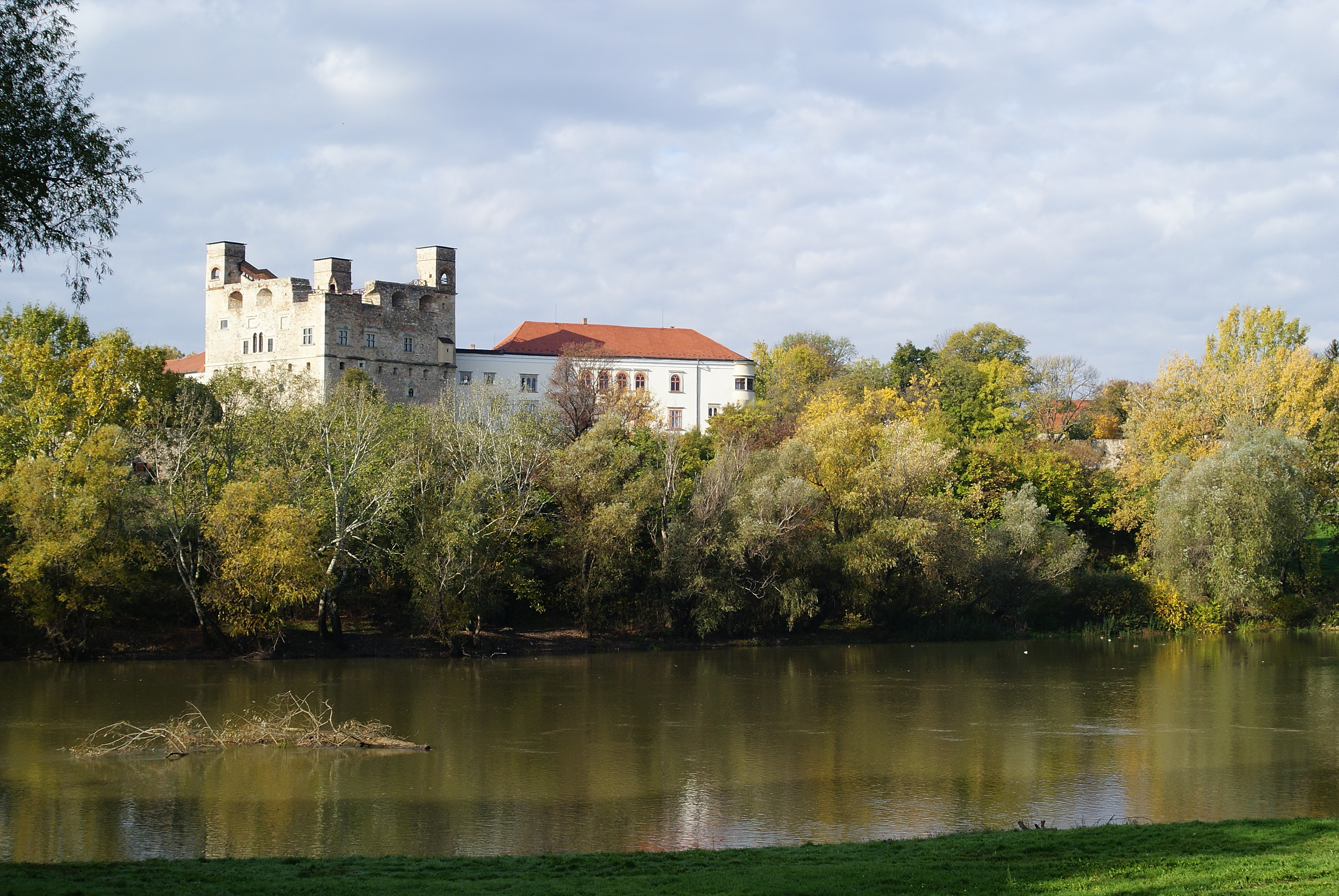
Burg Rákóczi in Sárospatak
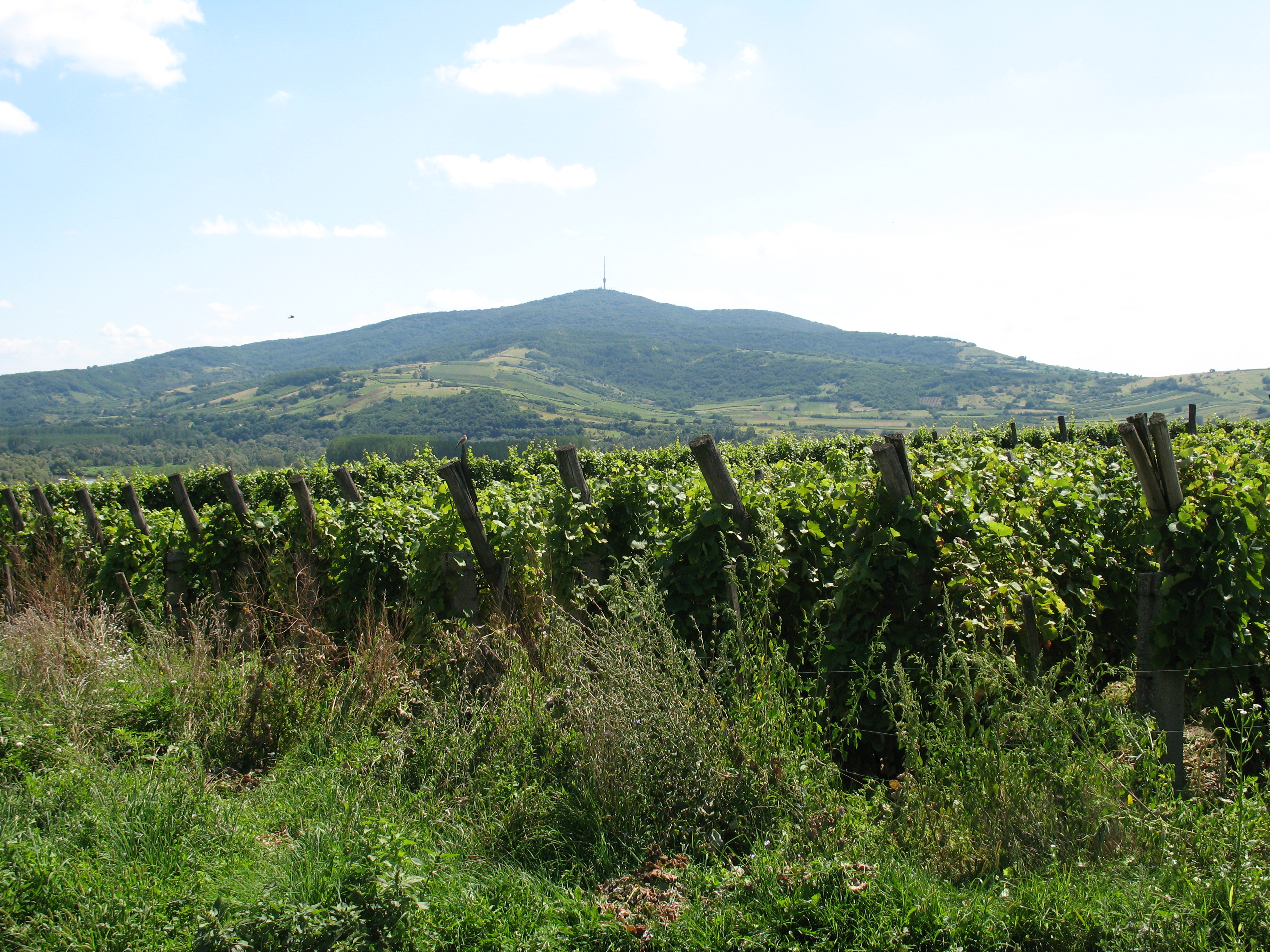
Tokajer Weingebiet